# 多田美波

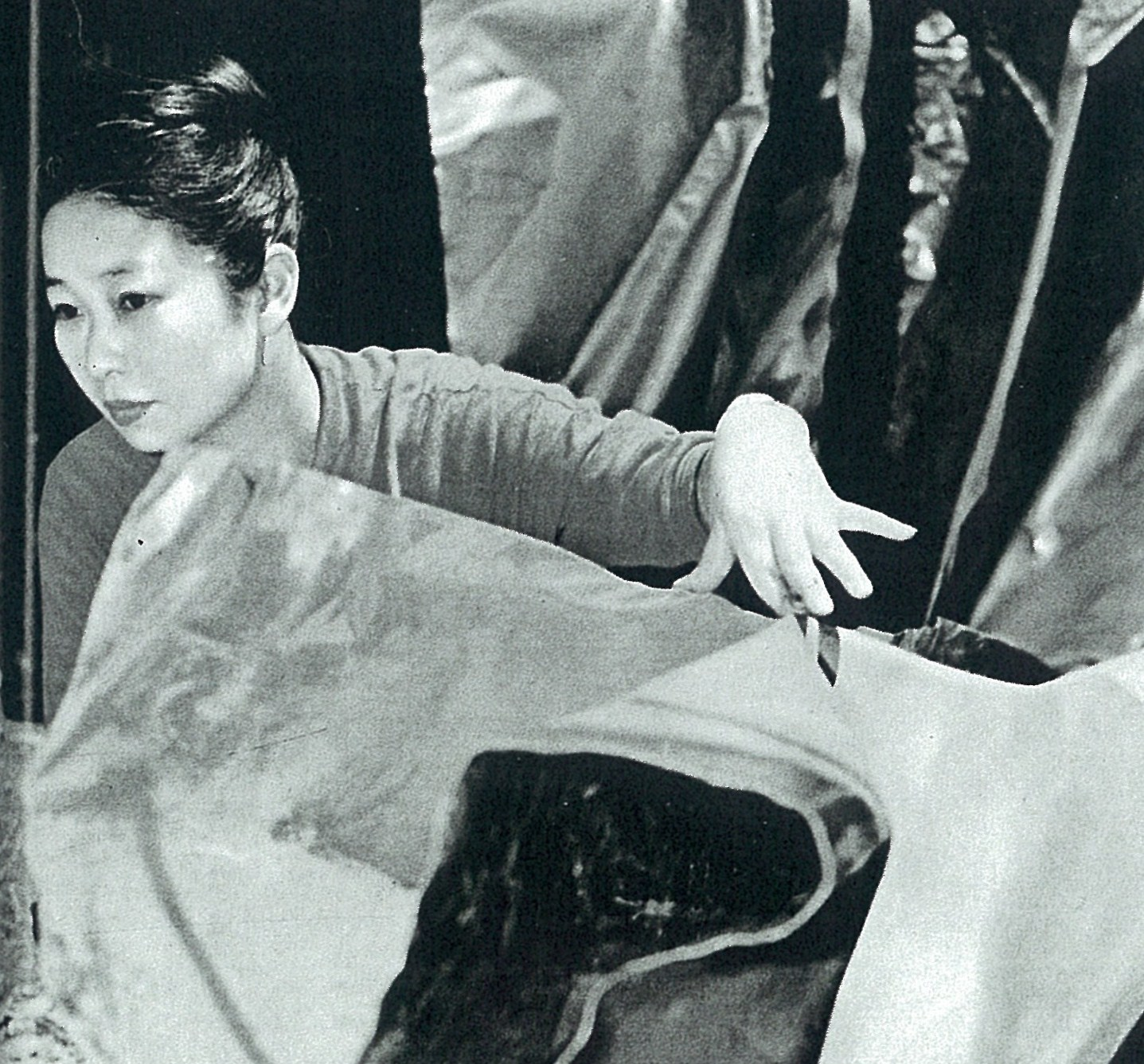
多田美波

多田 美波（ただ みなみ、1924年7月11日 - 2014年3月20日）は、日本の彫刻家。

## 来歴
台湾高雄市生まれ。1944年女子美術専門学校（現・女子美術大学）師範科西洋画部卒業。1958年二科展入選、1960年二科展特選。1962年に多田美波研究所を設立し代表に就任。
光の反射を用いた抽象的立体造形作品を制作。アルミニウムを叩き、シワをつけ半球状型に造形した「周波数」シリーズは代表作。昭和期・平成期を代表する立体造形作家である。
皇居新宮殿、帝国ホテル、リーガロイヤルホテル、在米日本国大使公邸（ワシントンD.C.）、外務省飯倉別館（公館）、河内長野市庁舎、などの室内・構内装飾や、壁面作品（レリーフ）を数多く手掛けた他、立体造形作品を制作した。
専門の立体造形の他に、絵画、環境デザイン、工業デザイン、空間デザインでも多くの作品を発表。1995年に文化庁芸術祭第50回を記念しシンボルマークをデザインし現在に至るまで使用されている。日本赤十字社の血液事業で贈呈される記念グラス器（冷酒グラス）は多田がデザインしたものである。
1988年に紫綬褒章、1994年に勲四等宝冠章、2012年に女子美術大学より芸術文化の発展に対する貢献で名誉博士号を授与された。
2014年3月20日午前9時30分、肺炎のため東京都杉並区の病院で死去。89歳没。

## 受賞・受勲歴
- 第8回日本国際美術展優秀賞(1965年)
- 現代日本彫刻展大賞他(第1回から第9回、1965年 - 1981年)
- 神戸須磨離宮公園現代彫刻展対象他(第1回から第7回、1968年 - 1980年)
- 第4回現代日本彫刻展（現・UBEビエンナーレ）大賞（1971年、作品名「超空間」（女性彫刻家初））
- 日本芸術大賞(第4回、1972年、主催：新潮社)
- 彫刻の森美術館大賞展特別賞(第3回、1977年、作品名：「透明」)
- ヘンリー・ムーア大賞(1979年、作品名「極」)
- 毎日芸術賞(第21回、1980年、主催：朝日新聞社)
- 吉田五十八賞(第6回、1981年、主催：吉田五十八記念芸術振興財団)
- 芸術選奨文部大臣賞(1983年)
- 紫綬褒章(1988年)
- 勲四等宝冠章(1994年)
- 女子美術大学名誉博士（2012年）